# Strandscha-Republik

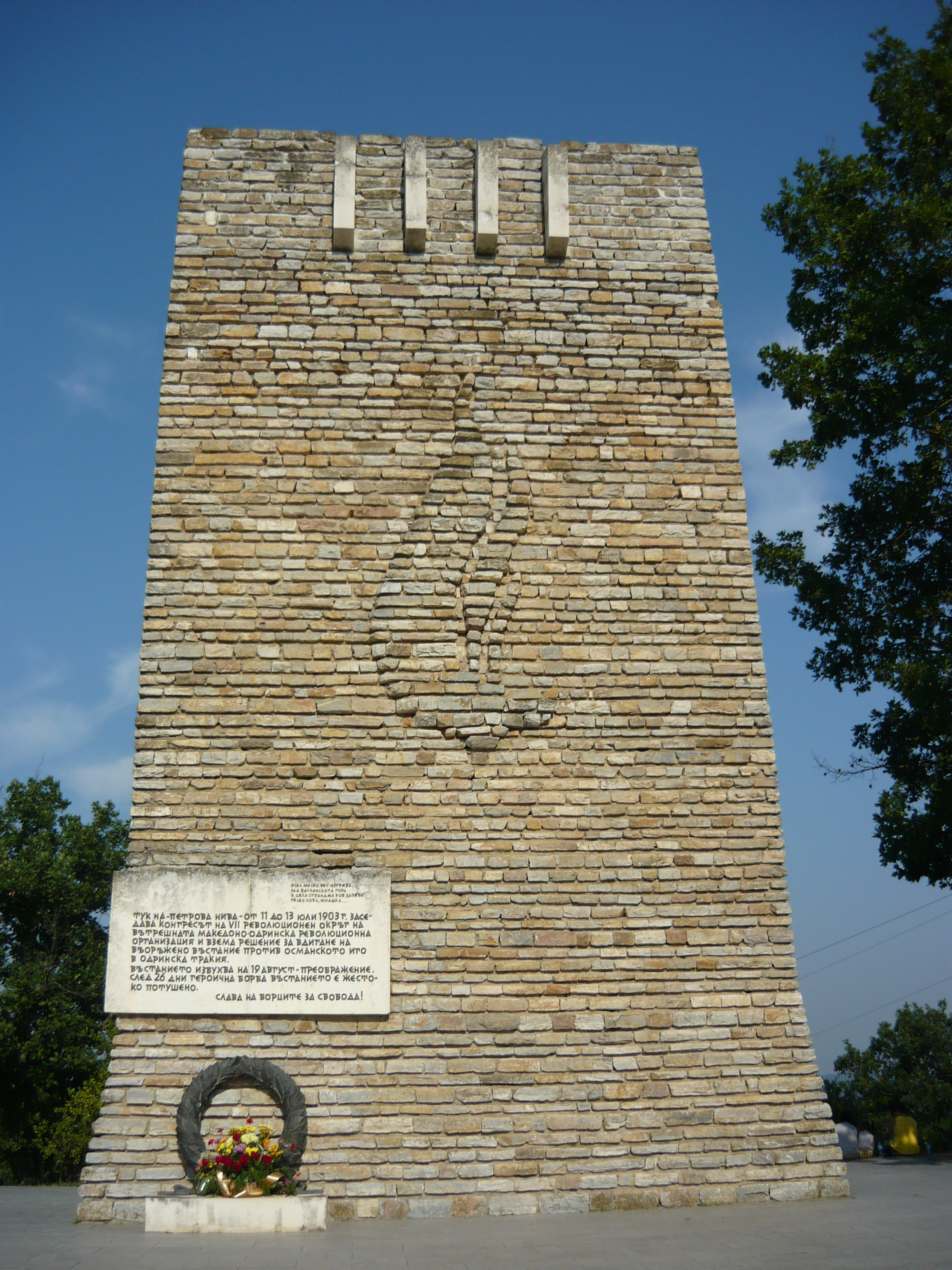
Die Gedenkstätte Petrowa Niwa

Die Republik Strandscha (bulgarisch Странджанска република) war eine „Republik“, die am 5. Augustjul. / 18. August 1903greg. am Tag der Verklärung des Herrn (bulgarisch: Preobraschenie-Tag), während des Ilinden-Preobraschenie-Aufstandes gegen das Osmanische Reich von den Bulgarischen Makedonien-Adrianopeler Revolutionären Komitees (BMARK) in der Gegend Petrowa Niwa ausgerufen wurde. Dadurch wurde der Auftakt zum Aufstand im östlichen Thrakien im osmanischen Vilayet Edirne (Adrianopel) gegeben. Ihr Territorium umfasste das Strandscha-Gebirge und die heutige südliche bulgarische Schwarzmeerküste. 
Die Republik wählte Michail Gerdschikow, Stamat Ikonomow, Lasar Madscharow an ihre Spitze.
Die Strandscha-Republik organisierte in den folgenden 26 Tagen das ganze öffentliche und wirtschaftliche Leben der Region, bis der Aufstand von regulären und irregulären Verbänden der osmanischen Armee blutig niedergeschlagen wurde.